# Doda. 12 kroków do miłości
Doda. 12 kroków do miłości – polski program telewizyjny typu reality show emitowany na antenie telewizji Polsat, oparty na izraelskim formacie Anna’s 12 Steps to Love na licencji Keshet International.

## Zasady programu
Główną bohaterką programu jest piosenkarka Doda, która wybiera się na randki z 12 kandydatami wybranymi jej przez produkcję na podstawie kryteriów celebrytki. Każde spotkanie następnie analizuje z terapeutą Leszkiem Mellibrudą.
Po poznaniu wszystkich kandydatów wybiera trzech mężczyzn, z którymi umawia się na kolejne spotkanie. Ostatni odcinek to relacja z kilkudniowego wyjazdu, na który Doda wybrała się z jednym z wybranych przez nią kandydatów.

## Produkcja
Informacje o realizacji cotygodniowego programu ujawniono w lipcu 2022. Zdjęcia do programu realizowane były wczesnym latem m.in. w luksusowej willi i zakończyły się w połowie lipca. Producentem programu została firma Rochstar, reżyserem Michał Majak, a producentem kreatywnym – Pascal Litwin.
W sierpniu 2022 Polsat wyemitował zwiastun programu oraz poinformował, że format trafi na antenę 3 września 2022. W czołówce programu widzowie premierowo mogli usłyszeć piosenkę „Wodospady" pochodzącą z najnowszego albumu piosenkarki pt. Aquaria.

## Uczestnicy
| Kandydaci           | Szczegóły                   | Decyzja        |
| ------------------- | --------------------------- | -------------- |
| Dariusz Kwiatkowski | prawnik                     | Odrzucony      |
| Alex Stępień        | twórca obiektywów filmowych | Odrzucony      |
| Arkadiusz Fujawa    | trener personalny           | Odrzucony      |
| Wiktor Zemanek      | twórca ścieżek rowerowych   | Odrzucony      |
| Mateusz Dąbkowski   | agent nieruchomości         | Odrzucony      |
| Łukasz Ciastoń      | lekarz ginekolog            | Odrzucony      |
| Jakub Łańcucki      | przedsiębiorca              | Odrzucony      |
| Daniel Sławek       | przedsiębiorca              | Druga randka   |
| Jarosław Kłos       | przedsiębiorca              | Druga randka   |
| Michael Gorham      | przedsiębiorca              | Odrzucony      |
| Stefan Eichenseher  | informatyk                  | Trzecia randka |
| Jacek Krówczyński   | trener personalny           | Odrzucony      |

Doda w ostatnim odcinku programu poinformowała, że nie stworzyła związku ze Stefanem Eichenseherem, jednak pozostała z nim w koleżeńskich relacjach. Dodała też, że jest zakochana w innym mężczyźnie.

## Oglądalność
Premierowy odcinek reality show obejrzało ok. 811 tys. telewidzów, co przyniosło stacji 9,08 proc. w grupie komercyjnej 16-49. Pierwsze trzy odcinki śledziło średnio 755 tys. widzów, a wszystkie odcinki oglądało średnio ok. 746 tys. widzów w grupie 4+ i ok. 350 tys. widzów w grupie komercyjnej 16-49.
Program odnotował również wysokie wyniki oglądalności na platformie Polsat Go.